# Alfred Hitchcock magazine
Alfred Hitchcock magazine  est une revue de nouvelles policières.
C’est la version française du Alfred Hitchcock's Mystery Magazine.
166 numéros sont publiés mensuellement par les Éditions OPTA de 1961 à 1975 ainsi que 9 numéros hors série « Anthologie du suspense ». 

## Histoire
À l’origine, le directeur est Maurice Renault, remplacé en 1966 par Daniel Domange, puis par Philippe Daudy en 1974 et enfin par Martine Castaing et le rédacteur en chef, jusqu’en 1967, Alain Dorémieux, puis Michel Demuth jusqu’en 1972, puis Luc Geslin.
Sur la couverture figure le portrait d’Alfred Hitchcock avec le titre de quelques nouvelles et le nom de leurs auteurs ainsi que la mention « et de nombreux autres récits sélectionnés par Alfred Hitchcock ».  Un court éditorial signé de ce dernier figure au début de chaque numéro. Sous le nom de la revue, il est inscrit la mention « la revue du suspense ».
Le numéro 1 paraît en mai 1961.
En janvier 1965, le titre change et devient Hitchcock magazine. La couverture change. La photo d’Alfred Hitchcock est reléguée sur la 4e de couverture avec le sommaire. L’éditorial est toujours présent. La une de couverture est désormais un dessin en couleur sur lequel apparaît très souvent de jolies femmes, souvent en partie dénudées, parfois attachées ou bâillonnées ce qui suscitera quelques débats dans la rubrique « courrier des lecteurs » dans les numéros du printemps 1968.
En 1972, la photo d’Alfred Hitchcock disparaît et la 4e de couverture est dédiée à des publicités pour d’autres parutions des Éditions Opta.
À partir de 1966, Maurice-Bernard Endrèbe et Michel Lebrun tiennent une rubrique de critiques de romans dénommée initialement « Critiques croisées » puis « OK ou KO ? ». Une rubrique cinéma apparaît également intitulée « 7.35 rubrique du cinéma ».
En 1974, on y trouve une nouvelle rubrique de mots croisés « Trouvez le bon mot ».
La publication cesse en mars 1975.

## Les auteurs
Les auteurs des nouvelles sont quasiment exclusivement américains. Boileau-Narcejac publiés dans le numéro 1 et André Picot dans le numéro 24 sont les seuls auteurs français. 

### Quelques auteurs
Cette liste n’est pas exhaustive et n’y figure que des auteurs, classés par nom, ayant une page dans Wikipédia en français. 
- David Alexander
- Robert E. Alter
- Charles Beaumont
- Robert Bloch
- Lawrence Block
- Boileau-Narcejac
- Michael Brett
- Gil Brewer
- William Brittain
- Fredric Brown
- Margaret E. Brown
- George C. Chesbro
- Richard Clapperton
- Jonathan Craig
- Glynn Croudace
- Avram Davidson
- Lionel Davidson
- Miriam Allen DeFord
- Richard Deming
- David Ely
- Paul W. Fairman
- Fletcher Flora
- William Campbell Gault
- John Godey
- Ron Goulart
- William L. Heath
- Patricia Highsmith
- Edward D. Hoch
- Elisabeth Sanxay Holding
- James Holding
- Clark Howard
- Gary Jennings
- Frank Kane
- Henry Kane
- Ed Lacy
- George Langelaan
- Richard Levinson
- William Link
- John Lutz
- Dennis Lynds
- Dan James Marlowe
- Stephen Marlowe
- Harold Q. Masur
- Clayton Matthews
- Catherine L. Moore
- Ed McBain
- James McKimmey
- Frederick Nebel
- Helen Nielsen
- William F. Nolan
- William O'Farrell
- André Picot
- Zelda Popkin
- Arthur Porges
- Jean Potts
- Talmage Powell
- Richard S. Prather
- Bill Pronzini
- John Reese
- Craig Rice
- Jack Ritchie
- Holly Roth
- Robert Sheckley
- Henry Slesar
- Samuel W. Taylor
- Jim Thompson
- Lawrence Treat
- Bryce Walton
- Hillary Waugh
- Jack Webb
- Donald E. Westlake
- Michael Zuroy

## Deuxième série
Une deuxième série de Hitchcock magazine sous titrée « Histoires de suspense » paraît de septembre 1988 à mars 1992. Elle compte 36 numéros.
Elle est publiée par Librairie Générale Française et dirigée par Maurice-Bernard Endrèbe.
La couverture est illustrée par un dessin de Jean-Claude Claeys.

### Quelques auteurs
Cette liste n’est pas exhaustive et n’y figure que des auteurs ayant une page dans Wikipédia en français. 
- Doug Allyn
- Robert Arthur, Jr.
- George Baxt
- Lawrence Block
- John Boland
- John Collier
- André-Paul Duchâteau
- Susan Dunlap
- Loren D. Estleman
- Jean-Pierre Ferrière
- Brian Garfield
- Ron Goulart
- Paul Halter
- Joe L. Hensley
- Jacques Herment
- Edward D. Hoch
- Frédéric Hoë
- James Holding
- Clark Howard
- Fred Kassak
- Michael Z. Lewin
- John Lutz
- Dana Lyon
- Charlotte MacLeod
- Barry N. Malzberg
- Melba Marlett
- Dan James Marlowe
- Margaret Maron
- Richard A. Moore
- Barbara Owens
- Arthur Porges
- Joyce Porter
- Talmage Powell
- Bill Pronzini
- René Reouven
- Jack Ritchie
- Dorothy L. Sayers
- Henry Slesar
- Louis C. Thomas
- Lawrence Treat

## Référence
- Claude Mesplède (dir.), Dictionnaire des littératures policières, vol. 1 : A - I, Nantes, Joseph K, coll. « Temps noir », 2007, 1054 p. (ISBN 978-2-910686-44-4, OCLC 315873251, BNF 41162075), p. 55-56.